# 소닉 드라이브인

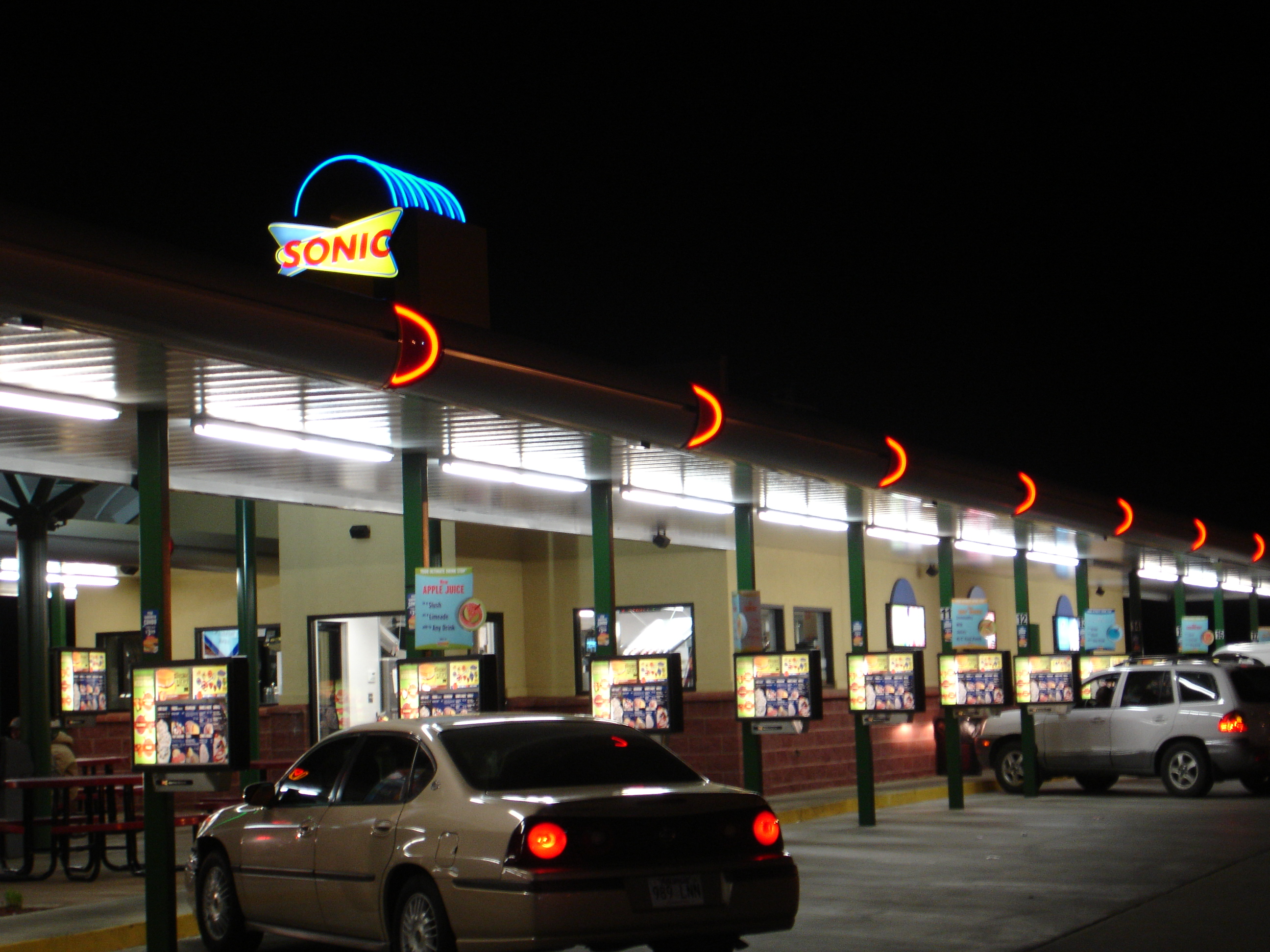
아칸소주에 있는 소닉 드라이브인

소닉 드라이브인(Sonic Drive-In)은 미국 오클라호마주 오클라호마시티에 본사를 둔 햄버거 전문 패스트 푸드 체인점이다. 이 레스토랑은 드라이브인 방식으로 음식을 주문할 수 있다는 특징을 가지고 있다.
1953년 6월 18일에 미국 오클라호마주 쇼니에서 처음으로 열었으며, 2022년 4월 기준으로 3,540여개의 매장이 운영 중이다.